# Sokorópátka
Sokorópátka is een plaats (község) en gemeente in het Hongaarse comitaat Győr-Moson-Sopron. Sokorópátka telt 1057 inwoners (2001).